# Morti nell'899
| Questa pagina contiene informazioni ricavate automaticamente dalle voci biografiche con l'ausilio del template Bio e di un bot. L'aggiornamento è periodico e automatico e ricostruisce completamente la pagina. Se manca una persona in questa lista, sei pregato di non aggiungerla, ma accertati piuttosto che la sua voce biografica contenga il template Bio e che i dati anagrafici siano correttamente compilati. Se il template Bio manca, inseriscilo tu stesso o, in alternativa, metti l'avviso {{tmp\|Bio}} che ne segnala la mancanza. Se i dati riportati sono sbagliati, correggi direttamente la voce biografica; le modifiche saranno visibili in questa lista entro pochi giorni. Per chiarimenti vedi il progetto biografie. La lista contiene solo le 7 persone che sono citate nell'enciclopedia e per le quali è stato implementato correttamente il template Bio. Pagina aggiornata al 19 ott 2024. |

- 9 settembre - Giovanni III, vescovo cristiano orientale siro
- 26 ottobre - Alfredo il Grande, sovrano
- 2 novembre - Landolfo I, arcivescovo italiano
- 8 dicembre - Arnolfo di Carinzia, re
- Staurace, vescovo italiano
- Valperto, patriarca cattolico italiano
- Zoe Zaoutzaina, imperatrice bizantina